# Beseland
Beseland ist ein Ortsteil der Gemeinde Clenze im niedersächsischen Landkreis Lüchow-Dannenberg. 
Das Dorf liegt nördlich des Kernbereichs von Clenze und südlich der B 493.

## Geschichte
Am 1. Juli 1972 wurde Beseland in die Gemeinde Clenze eingegliedert. Südlich des Dorfes befand sich das Großsteingrab Beseland.